# Świetlik (film)
Świetlik – amerykańska tragikomedia z 2005 roku.

## Główne role
- Amy Adams – Ashley
- Embeth Davidts – Madeleine
- Alessandro Nivola – George
- Ben McKenzie – Johnny
- Scott Wilson – Eugene
- Frank Hoyt Taylor – David Wark
- Celia Weston – Peg
- R. Keith Harris – Bud, młody pastor
- Will Oldham – Bill Mooney, skaut

i inni

## Recenzje
W omówieniu dla portalu Prime Movies pisano: „Świetlik to piękny, bardzo intymny i oszczędny w środkach film o rodzinnych napięciach i potrzebie bliskości. Dzięki [Amy] Adams zyskuje jednak duszę; to rola, która dodaje mu charakteru.”

## Nagrody i nominacje
Oscary za rok 2005
- Najlepsza aktorka drugoplanowa – Amy Adams (nominacja)

Nagroda Satelita 2005
- Najlepsza aktorka drugoplanowa w dramacie – Amy Adams (nominacja)